# Varpusaari (ö i Norra Österbotten, Ylivieska)
Varpusaari är en ö i Finland.   Den ligger i Kalajoki älv centralt i Ylivieska centralort i den ekonomiska regionen  Ylivieska ekonomiska region  och landskapet Norra Österbotten, i den centrala delen av landet, 400 km norr om huvudstaden Helsingfors. Öns area är 0,3 hektar.